# Herberts Gubiņš
Herberts Gubiņš, né le 17 novembre 1914 à Riga et mort le 2 février 1980, à Toronto, au Canada, est un ancien joueur de basket-ball letton. 

## Palmarès
- Champion d'Europe de basket-ball en 1935